# Răscolești, Mehedinți
Răscolești este un sat în comuna Izvoru Bârzii din județul Mehedinți, Oltenia, România.